# Kwekwe
Kwekwe (također u oblicima Kwe Kwe, Hwe Hwe, Que Que i Kwelakwela) grad je u središnjem Zimbabveu, u pokrajini Midlands. Osnovan 1898. kao Que Que, isprva je bio tipičan rudarski gradić s rudnicima zlata. Danas je centar proizvodnje čelika i gnojiva. Nalazi se na pola puta između Hararea na sjeveroistoku i Bulawaya na jugozapadu.
Najveći gradski poslodavac je Zimbabwe Iron and Steel Company (ZISCO). U Kwekweu se nalazi i muzej rudarstva.
Kwekwe je 2002. imao 93.608 stanovnika, čime je bio 7. grad po brojnosti u državi.

## Vanjske poveznice

### Ostali projekti
|  | Zajednički poslužitelj ima još gradiva o temi Kwekwe |